# Porfirio Díaz
Porfirio Díaz, fullständigt namn José de la Cruz Porfirio Díaz Mori, född 15 september 1830 i Oaxaca de Juárez, Oaxaca, död 2 juli 1915 i Paris, var en mexikansk militär och politiker, Mexikos president (och envåldshärskare) 1876-1880 och 1884-1911.
Díaz var ursprungligen advokat, och deltog i inbördeskriget som ledare för en gerillaarmé som kämpade först mot de kyrkliga och därefter mot fransmännen och Ferdinand Maximilian. Han belägde och stormade Puebla 1867 och tvingade därefter Mexico City att ge sig efter två månaders belägring. Efter att ha förlorat valet 1867 och 1871 mot Benito Juárez blir han invald deputerad till kongressen 1874, men bosatte sig i USA. I samband med omvalsplanerna av Sebastián Lerdo de Tejada 1876 och inre oroligheter i landet återvände Díaz till Mexiko och inledde Tuxtepecrevolutionen, tog makten i landet och valdes till president. Han fick stöd av konservativa jordägare och utländska kapitalister, som investerade i järnvägar och gruvor. Han centraliserade landet på bekostnad av fattiga jordbrukare och indianer och avskaffade allt lokalt och regionalt ledarskap. Under de sista åren uppstod revolutionär opposition och Díaz tvangs i exil. Han var under sina sista år bosatt i Europa.